# 失恋探偵ももせ
『失恋探偵ももせ』（しつれんたんていももせ）は、岬鷺宮による日本のライトノベル。イラストはNardack。電撃文庫（アスキー・メディアワークス→KADOKAWA）より2013年4月から2013年11月まで全3巻が刊行された。第19回電撃小説大賞電撃文庫MAGAZINE賞受賞作品。

## あらすじ
北海道立宇田路中央高校ミステリ研究会。表向きの活動は｢ミステリ作品の鑑賞、研究｣だが、ミステリ作品に興味を持たず、部室で少女漫画を読みふける新入部員・千代田百瀬が始めたのは失恋した依頼人に代わって失恋の真相を探る失恋探偵。部長であり、彼女の先輩である野々村九十九は失恋探偵の助手として否応なしに巻き込まれていく。

## 登場人物

### 北海道立宇田路中央高校ミステリ研究会
野々村九十九（ののむらつくも）
二年七組。本作の主人公で語り手。ミステリ研究会の部長でありながら、失恋探偵として活動する百瀬の助手を務めており、調査内容の記録や依頼人との連絡やケアのみならず、調査対象にぶしつけな質問をする百瀬が彼らに怪しまれないよう上手くフォローすることも多い。また、百瀬と仲違いをするなどして彼女の協力が得られない場合、百瀬に代わって自ら調査に乗り出し、真相を突き止める場合もある。
千代田百瀬（ちよだももせ）
一年。本作のヒロインで、依頼人が失恋した原因と真相を調査する失恋探偵。身長147cm。物静かで大人しく、ボブヘアーの髪をくしゃくしゃに掻きむしる癖があり、そのたびに九十九が百瀬の髪を直している。
ミステリ研究会入部後、ミステリに一切興味を持たず、部室で少女漫画を読みふける姿に業を煮やした九十九が彼女に数冊の名作を読ませたところ、自分でも探偵をやってみたいと言い出し、失恋探偵を始める。
依頼人に対し、たとえ普段親しい間柄であっても、失恋探偵として活動している時はビジネスライクな態度を取り、人は唯一事実によってのみ救われ、たとえ調査結果が本人にとって残酷なものでも、事実を包み隠さず伝えるべきという考えを持っており、それが原因で九十九としばしば対立することがある。
依頼人がいない時など、暇な時は部室の推理小説の類には手を出さず、探偵シートに座って少女漫画を読みふけっているか、友人の志穂里ののろけ話に付き合うことが多い。
素直で頭も良く、些細な事実を見逃すことなく積み重ね、結論を導き出すという探偵としての能力は高いものの、空気が読めず、気遣いや注意を払えない性格で、無意識に相手に失礼な態度を取ったり、調査対象にぶしつけな質問をして相手を困らせたりするなどといった欠点を併せ持っているが、話が進むにつれ自身の欠点を自覚するようになり、それをフォローしてくれる九十九に対し一定の信頼を置き、同時に彼の存在無しでは失恋探偵としての活動はできないと考えている。
前述のとおり探偵としての能力はあるが、恋愛関係に関してはむしろ疎い方であり、本人は九十九と出会う前までは、誰とも恋をしたことが無く、恋愛に関する知識は少女漫画の情報だけであったと言及している。

### 失恋探偵の依頼人（クライアント）
芹沢合歓（せりざわねむ）
二年四組。小学校三年生の時からの幼馴染で、中学時代から画家として頭角を現すようになった同じクラスの酒井春臣に告白したものの、絵画に時間を使いたいという理由で振られてしまったことから、彼にとって自分がどんな存在だったのかを知るため、失恋探偵に調査を依頼する。
四十八願志穂里（よいならしおり）
一年。百瀬のクラスメイトで陸上部所属。常にテンションが高く、「っスよ」など独特の口調で話すことが多い。部活が無い時や依頼人がいない時はミステリ研究会の部室に入り浸り、百瀬とガールズトークを繰り広げており、失恋探偵を始めようとした百瀬の背中を押した人物でもある。同じ陸上部に属する尾崎真一と付き合っているが、ある事情により調査を依頼することになる。
時田幾郎（ときたいくろう）
三年四組。目鼻立ちが整い身だしなみのきちんとした好青年だが、その風貌に似合わない極度のオタク。同じクラスかつ同じ保健委員の奈菜緒悠に三次元の女性として初めて好きになり、相手との距離を縮めるため自分の好きな作品を勧めたところ、彼女の態度が急変し、異常なまでにきつくあたるようになったため、その原因を知るべく失恋探偵に調査を依頼した。
また、奈菜緒悠と付き合うきっかけを与えてくれた百瀬と九十九に恩義を感じ、奈菜緒悠とともに代沢圭への調査に行き詰っていた失恋探偵の二人に協力する。
矜持ヶ谷摩緒（きょうじがやまお）
二年七組で九十九の友人。三年の小早川健と付き合っていたが、彼の親が決めた婚約者が現れたため振られることとなり、その婚約者がどのような人物かを知ることで諦めを付けるため調査を依頼。酒のつまみになるような食べ物を好む一面がある。
有村春香（ありむらはるか）
一年。吹奏楽部員の先輩の楽器を演奏する姿に一目惚れし、SNSで彼と親交を深めたにもかかわらず、振られてしまった理由を知るべく失恋探偵に調査を依頼する。
芥川共樹（あくたがわともき）
二年。映画研究会に属し、映画鑑賞の合間に過去の部員が書いた日誌を読み進めていたが、十五年前の日誌に差し掛かったところで、当時の二年生女子生徒の文章に触れていくうちに彼女に恋心を抱くようになったものの、途中から文章が暗号に変わってしまったことから、失恋探偵に暗号解読を依頼する。
砂川拓破（すながわたくは）
柔道部に属し、時代錯誤な熱血漢風のルックスをした文化祭実行委員の一人。実行委員長である荻野目紗千佳に好意を抱いていたが、彼女が他の実行委員と恋仲であることを知り、それが誰であるのかを知るべく、失恋探偵に調査を依頼。実質的に彼が最初のクライアントであり、彼が失恋探偵の仕事ぶりを広めたことがきっかけで、探偵としての依頼が集まるようになる。
荻野目紗千佳（おぎのめさちか）
文化祭実行委員長を務め、文化祭実行委員の四人の男子と近しい関係を築いていた女傑で、かつての調査対象。うち一人の男子と交際していたが、彼の浮気により二股をかけられ、振られてしまったことから、彼と浮気相手が付き合うきっかけが何だったのかを失恋探偵に調査を依頼した。
調査を引き受け、謎を解いた九十九に感謝の念を抱く一方、九十九と百瀬の関係を心配し、九十九を叱咤激励する。
多々良新太郎（たたらしんたろう）
二年二組。女子高生テクノポップアーティストとして活動する前田エリコと交際していたが、彼女に振られた本当の理由を知るべく、失恋探偵に調査を依頼してきた。
熊野御堂隆（くまのみどうたかし）
二年七組で九十九のクラスメイト。文化祭がきっかけで知り合った東雲女子高校の星野璃子に告白され、彼女と付き合っていたが、そういう気持ちになれないと言う理由で別れを切り出されたため、真相の調査を依頼すべく同じくクラスメイトの四本松恒夫とともに失恋探偵を訪れた。
四本松恒夫（よんほんまつつねお）
二年七組で九十九と熊野御堂のクラスメイト。熊野御堂の付添いとして彼の依頼に同席する。
忍野千尋（おしのちひろ）
二年。いわゆる『チャラ男』な風貌の代沢圭から強いアプローチを受け交際していたが、千尋が道内の短大を、代沢圭が東京の大学を志望しており、遠距離恋愛になる可能性が高いことから『どうせ俺のこと忘れるでしょ』と言われ、一方的に別れを切り出されたため、失恋探偵に代沢圭の過去の恋愛遍歴と相手の人となりの調査を依頼してきた。
泉川蒼空（いずみかわそら）
九十九と百瀬が卒業した稲穂小学校に通う小学生。日直として教室を施錠した後、忘れ物を思い出し、担任の藤原とともに教室に戻ったところ、密室状態だったはずの教室の自分の机の上に差出人の無いラブレターが置かれ、教壇の一部に真っ赤な血だまりが広がっていたことを友人の丸野密と倉持樹利亜に公園で話をしていた時、偶然通りかかった九十九と百瀬に声を掛けられたことをきっかけに、二人に真相の調査を依頼する。

### その他の人物
西尾凛（にしおりん）
二年七組。矜持ヶ谷摩緒の親友であり、九十九のクラスメイトでもある。失恋した矜持ヶ谷を励ます。
井上トウマ（いのうえとうま）
前田エリコをプロデュースする音楽プロデューサー。前田エリコとともに、週末ごとに札幌のスタジオでミニアルバムの制作に取り組んでいる。
丸野密（まるのひそか）
九十九と百瀬が卒業した稲穂小学校に通う小学生で泉川蒼空の友人。｢事件｣が発生した日、泉川蒼空とともにその日の日直を務めていた。
倉持樹利亜（くらもちじゅりあ）
九十九と百瀬が卒業した稲穂小学校に通う小学生で泉川蒼空の友人。泉川蒼空の話に、幽霊からラブレターが来たと騒ぐ。
藤原（ふじわら）
泉川蒼空、丸野密、倉持樹利亜の担任。三十代前半と思しき男性教諭で演劇クラブの顧問。ゾンビ映画のファンであり、ゾンビを主題としたオリジナル演劇の脚本、演出、監督を務めている。
保科（ほしな）
百瀬が小学二年生の時の担任だった中年の女性教諭。当時、精神的に不安定であった百瀬を現在でも心配する様子を見せる。

## 用語
失恋探偵
表向きの顔は｢ミステリ作品の鑑賞、研究｣を目的としたミステリ研究会だが、現在は学校には非公式かつ秘密裏に、依頼があれば依頼人が失恋した原因と真相を調査する失恋探偵としての活動を行なっており、現在では失恋探偵としての活動がメインとなっている。南校舎四階東端に部室を構えている。
なお、依頼人の募集は北校舎一階の掲示板にメールアドレスだけが書かれた張り紙を通じて行なっている。
探偵シート、助手シート、クライアントシート
｢探偵シート｣は部室最奥にある百瀬の指定席。｢探偵シート｣の隣に位置する｢助手シート｣は九十九の指定席で、｢探偵シート｣の向かいの席は依頼人が腰掛ける｢クライアントシート｣となっている。
宇田路市
本作の舞台となっている、北海道にある市。フードセンターやウイングベイなどといった実在の施設や地名が登場し、またローマ字表記のアナグラムから、小樽市がモデルと思われるが、実際は北海道のほかの町と同じようにアイヌ語を元に考えた名称であるという。

## スピンオフ
事実上のスピンオフとして、メディアワークス文庫より失恋探偵の調査ノートが展開されている。
詳細は同項を参考のこと。

## 既刊一覧
- 岬鷺宮（著）・Nardack（イラスト） 『失恋探偵ももせ』 アスキー・メディアワークス→KADOKAWA〈電撃文庫〉、全3巻
  1. 2013年4月10日初版発行（同日発売[6]）、ISBN 978-4-04-891553-3
  2. 2013年8月10日初版発行（同日発売[7]）、ISBN 978-4-04-891869-5
  3. 2013年11月9日初版発行（同日発売[8]）、ISBN 978-4-04-866121-8